# 심윤종
심윤종(沈允宗, 1941년 10월 19일~)은 대한민국의 사회학자이다. 제41대 한국사회학회장, 제17대 성균관대학교 총장, 제21대,제22대 새마을운동중앙회장,농어촌희망재단 이사장을 지냈다.

## 학력
- 2002년 중화민국 정치대학교 대학원 명예 박사
- 1973년 독일 하이델베르크 루프레히트 카를스 대학교(Ruprecht-Karls-Universitaet) 대학원 사회학 박사
- 1971년 독일 하이델베르크 루프레히트 카를스 대학교(Ruprcht-Karls-Universitaet) 대학원 사회학 석사
- 1966년 독일 학술교환처 장학생(DAAD, Deutsch Akademischer Austauschdienst)으로 도독
- 1965년 성균관대학교 독어독문학과 졸업
- 1959년 한성고등학교 졸업

## 경력
- 2016년 ~ 2018년  농어촌희망재단 이사장
- 2013년 ~ 2016년 새마을운동중앙회 제21대, 22대 중앙회장[1][2]
- 2011년 ~ 2013년 국민희망포럼 제2대 이사장
- 2007년 ~ 현재 성균관대학교 사회학과 명예교수
- 2003년 ~ 2007년 성균관대학교 명예총장
- 2001년 ~ 2002년 열린사이버대학교(OCU) 초대 이사장
- 1999년 ~ 2000년 열린사이버대학교(OCU) 초대총장
- 1999년 ~ 2003년 제17대 성균관대학교 총장
- 1998년 ~ 1999년 한국사회학회 회장
- 1987년 ~ 1989년 성균관대학교 사회과학대학 학장
- 1983년 ~ 1984년 서울대학교 사회학과 강사
- 1981년 ~ 1984년 노동부 정책자문위원
- 1977년 ~ 2007년 성균관대학교 사회학과 교수
- 1975년 ~ 2007년 충남대학교 사회학과 조교수
- 1973년 ~ 1974년 하이델베르크 대학교 사회학과 특임강사(Lehrauftraege)

## 상훈
- 2007년 2월 청조근정훈장 (1등급
- 2000년 11월 7일 자랑스러운 한성인상
- 1995년 7월 대통령 표창

## 같이 보기
- 심종섭
- 심화진
- 심상무
- 심봉근
- 심태식